# Epiplema intervenata
Epiplema intervenata är en fjärilsart som beskrevs av W. Warren 1897. Epiplema intervenata ingår i släktet Epiplema och familjen Uraniidae. Inga underarter finns listade i Catalogue of Life.